# Estheria turneri
Estheria turneri là một loài ruồi trong họ Tachinidae.